# Trenincorsa
I Trenincorsa sono un gruppo folk italiano, principalmente acustico, formatosi nel 2001 e basato a Luino (VA).
I loro brani sono caratterizzati dalle numerose contaminazioni rock, pop e country, oltre che da numerosi riferimenti alle musiche tradizionali irlandesi. Da notare è inoltre l'interessante connubio tra fisarmonica e percussioni africane. Nei loro testi vi è un frequente uso della lingua lombarda come strumento poetico e suggestivo, oltre che espressivo.

## Storia
Il gruppo si costituisce nell'ottobre 2001 da un'idea di Matteo Carassini (voce e chitarra acustica), che nel giro di qualche mese riunisce il primo nucleo del gruppo: il fisarmonicista Giovanni Bruno e il percussionista Fabio Ferrari.
Durante il primo Festival della musica di Mantova (2003) incontrano la Toast Records nella persona di Giulio Tedeschi, con cui inizia una collaborazione a livello nazionale e verso l'Europa del Nord.
Tra le differenti collaborazioni, da citare quelle con il cantautore lombardo Davide Van de Sfroos, con Nanni Svampa ed Enrico "Erriquez" Greppi, della Bandabardò. Alla band si deve inoltre il brano Varés, inciso nel 2012 in onore del Varese e adottato quale inno ufficiale della squadra tre anni dopo, nel 2015.
La Band nel 2022 riprende a esibirsi dopo diversi mesi di pausa e in occasione del primo concerto, viene introdotto nella formazione il chitarrista Alessio Isgrò. Nello stesso anno, il bassista Ilario Longhi fonda parallelamente il gruppo Araldyca, coinvolgendo lo stesso Matteo Carassini.

## Formazione

### Formazione attuale
- Matteo Carassini - voce; chitarra acustica
- Giuseppe Gigliola - batteria
- Giovanni Bruno - fisarmonica
- Ilario Longhi - basso
- Alessio Isgrò - chitarra

### Ex componenti
- Claudio Noseda - chitarra acustica
- Fabio Ferrari - percussioni
- Simone Jovenitti - tastiera

## Produzione

### Discografia
| Anno | Titolo                  | Tipo supporto | Label         |
| ---- | ----------------------- | ------------- | ------------- |
| 2004 | Fino a che non cambierà | EP            | Toast Records |
| 2005 | Stazione Resistenza     | Cd/album      | Toast Records |
| 2007 | La danza dei sogni      | Cd/album      | Toast Records |
| 2010 | Verso casa              | Cd/album      | Toast Records |
| 2012 | Abracadabra             | Cd/album      | Latlantide    |
| 2014 | Un alter Natal          | EP            | Latlantide    |
| 2016 | Barba e capelli         | Cd/album      | Latlantide    |

### Luoghi dentro

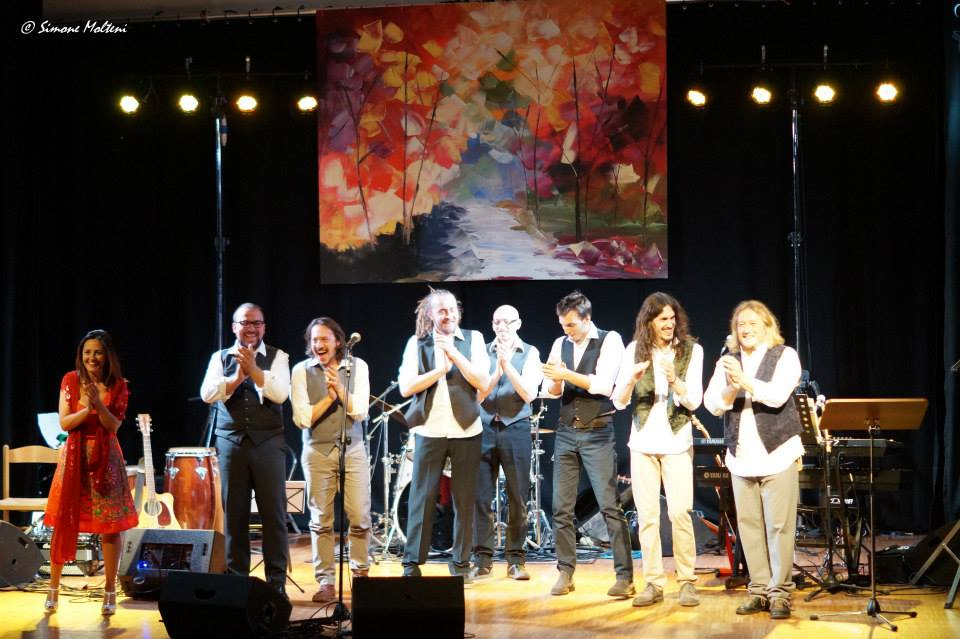
Applausi finali dopo la prima dello spettacolo teatrale "Luoghi dentro" dei Trenincorsa.

Nel 2014 i trenincorsa sono autori e interpreti della parte musicale dello spettacolo teatrale "Luoghi Dentro" scritto dal loro leader Matteo Carassini in collaborazione con l'attrice e regista Silvia Sartorio. Lo spettacolo è liberamente tratto dal racconto autobiografico "Petali nel vento" dello scrittore ticinese Nadir Fieni che è da sempre stato legato al gruppo da un rapporto di stima e amicizia reciproca.
Lo spettacolo ha visto diverse date in tutto il nord Italia con collaborazioni importanti, e ne è stato tratto un DVD registrato live negli studi della RSI.

### Compilation
- Meiduemilasei con il brano "Sognatori" (Cinico Disincanto, cd/album, 2006)
- Dieci con il brano "La Girandula" (Toast Records, cd/album, 2012)